# Czangowie
Czangowie (węg. Csángók) – madziarskojęzyczna grupa etniczna zamieszkująca obecnie głównie tereny górskie zachodniej Mołdawii, które znajdują się w granicach obecnej Rumunii. Innym wyróżnikiem Czangów jest katolicyzm, w odróżnieniu od prawosławnego otoczenia.

## Pochodzenie
Istnieje wiele poglądów na temat pochodzenia Czangów. Prawdopodobnie są po prostu ludnością mieszaną, charakterystyczną dla obszaru gdzie od wieków przemieszczało się wiele różnych ludów, głównie pochodzenia azjatyckiego np.: Hunowie, Awarowie, Kipczacy, Pieczyngowie, Wołosi, ludy ugro-fińskie i inne. W XV wieku ich szeregi zasiedlili węgierskojęzyczni husyci wypędzeni z Węgier przez Inkwizycję. W latach 60. XVIII wieku na skutek przekształcenia Ziemi Seklerskiej przez Marię Teresę w przygraniczny okręg wojskowy wśród Czangów osiedliły się tysiące katolickich Szeklerów. Odmawiali oni obowiązkowej wówczas służby wojskowej i jako buntownicy byli tropieni i mordowani. W ten sposób liczba Węgrów-katolików w Mołdawii wzrosła z 8000 w połowie XVIII w. do 57,3 tys. w latach 30 XIX w.
Prawdopodobnie ich etnogeneza jest wspólna z Szeklerami, z tym, że w odróżnieniu od nich zajęli tereny na wschód od wododziału karpackiego. Fakt, że Czangowie posługują się dialektami madziarskimi sugeruje, iż zajęcie ich obecnych terenów nastąpiło po tym, jak ludy tego obszaru przyjęły ostatecznie języki madziarskie. Trudno jednak dociec, kiedy to miało miejsce. W Rumunii (m.in. wśród Szeklerów) panuje popularne przekonanie, iż Czangowie to Szeklerzy, którzy przenieśli się z Siedmiogrodu do Mołdawii. Jednak takie uogólnienie trudno uznać za w pełni trafne, zważywszy np. na wyraźnie różnice antropologiczne. Trudno nie dostrzec, że część wsi (obecnie) czangoskich, ma wśród swoich antenatów któryś ze szczepów romskich, wędrujących z Bałkanów od XIV w.

## Język
Czangowie posługują się archaicznymi etnolektami madziarskimi, autochtonicznymi dla tego regionu wywodzącymi się ze średniowiecznego węgierskiego. Błędną jest opinia, iż posługują się współczesnym językiem węgierskim. Współczesny język węgierski jest dla nich de facto językiem niezrozumiałym.
Czangowie korzystają w pewnym zakresie z pomocy rządu Węgier, który finansuje edukację wybranym Czangoszom, co jednak prowadzi faktycznie do odrzucenia przez nich tradycyjnego języka i kultury na rzecz języka i kultury węgierskiej.

## Kultura
- Kołomyjka